# Une voleuse de charme
Une voleuse de charme (The Spree) est un téléfilm américain réalisé par Tommy Lee Wallace et diffusé en 1998.

## Synopsis
Un détective devint le complice d'une jolie voleuse.

## Fiche technique
- Titre original : The Spree
- Réalisation : Tommy Lee Wallace
- Scénario : Livia Linden et Percy Angress
- Photographie : Richard Leiterman
- Musique : Peter Manning Robinson
- Durée : 98 min
- Pays : États-Unis
- Genre : drame

## Distribution
- Jennifer Beals : Xinia
- Powers Boothe : Bram
- Rita Moreno : Irma
- Gary Chalk : Détective Colin
- John Cassini (en) : Ray Costello
- Nathaniel DeVeaux : Salvador
- Eric Keenleyside : Ricky Madden
- Jano Frandsen : le propriétaire
- Terence Kelly : Capitaine Richie
- Don Thompson : policier